# Gail Bonney
Gail Bonney (Columbus, 15 dicembre 1901 – Los Angeles, 7 dicembre 1984) è stata un'attrice statunitense.
Per il grande schermo collezionò dal 1948 al 1974 più di 80 partecipazioni mentre per il piccolo schermo diede vita a numerosi personaggi in oltre 90 produzioni dal 1951 al 1978.

## Biografia
Gail Bonney nacque a Columbus, in Ohio, il 15 dicembre 1901.
Si dedicò ad una lunga carriera televisiva dando vita a numerosi personaggi secondari o ruoli da guest star in molti episodi di serie televisive dagli anni cinquanta agli anni settanta.
Per il piccolo schermo la sua ultima interpretazione risale all'episodio Sighting 4005: The Medicine Bow Incident della serie televisiva Project UFO, trasmesso il 26 marzo 1978, per il cinema l'ultimo ruolo che interpretò fu quello della ricca signora nella mansion nel film del 1974 Herbie il Maggiolino sempre più matto.
Morì a Los Angeles, in California, il 7 dicembre 1984.

## Filmografia

### Cinema
- Slippy McGee (1948)
- Una domenica pomeriggio (One Sunday Afternoon) (1948)
- Diana vuole la libertà (Adventure in Baltimore) (1949)
- La fonte meravigliosa (The Fountainhead) (1949)
- La minaccia (The Red Menace) (1949)
- Gianni e Pinotto e l'assassino misterioso (Abbott and Costello Meet the Killer, Boris Karloff) (1949)
- Il dottore e la ragazza (The Doctor and the Girl) (1949)
- Alias the Champ (1949)
- Sgomento (The Reckless Moment) (1949)
- Prison Warden (1949)
- Peccato (Beyond the Forest) (1949)
- Il segreto d'una donna (Whirlpool) (1949)
- La via della morte (Side Street) (1949)
- Nozze infrante (The Secret Fury) (1950)
- Lo scandalo della sua vita (A Woman of Distinction) (1950)
- Prima colpa (Caged) (1950)
- Sei canaglia ma ti amo (Love That Brute) (1950)
- Mondo equivoco (711 Ocean Drive) (1950)
- Accidenti che ragazza! (The Fuller Brush Girl) (1950)
- La città del terrore (The Killer That Stalked New York) (1950)
- N.N. vigilata speciale (The Company She Keeps) (1951)
- La gente mormora (People Will Talk) (1951)
- Il gatto milionario (Rhubarb) (1951)
- È arrivato lo sposo (Here Comes the Groom) (1951)
- Morte di un commesso viaggiatore (Death of a Salesman) (1951)
- Marito per forza (Love Is Better Than Ever) (1952)
- Furia e passione (Flesh and Fury) (1952)
- Cantando sotto la pioggia (Singin' in the Rain) (1952)
- L'amore più grande (My Son John) (1952)
- Gobs and Gals (1952)
- Nessuno mi salverà (The Sniper) (1952)
- Gli occhi che non sorrisero (Carrie) (1952)
- Destinazione Budapest (Assignment: Paris) (1952)
- Bonzo Goes to College (1952)
- Perdonami se mi ami (Because of You) (1952)
- La ninfa degli antipodi (Million Dollar Mermaid) (1952)
- Il membro del matrimonio (The Member of the Wedding) (1952)
- Gardenia blu (The Blue Gardenia) (1953)
- La signora vuole il visone (The Lady Wants Mink) (1953)
- It Happens Every Thursday (1953)
- So You Want a Television Set (1953)
- La sposa sognata (Dream Wife) (1953)
- Tooting Tooters (1954)
- Magnifica ossessione (Magnificent Obsession) (1954)
- Così parla il cuore (Deep in My Heart) (1954)
- La scarpetta di vetro (The Glass Slipper) (1955)
- Non è peccato (Ain't Misbehavin') (1955)
- Nessuno resta solo (Not as a Stranger) (1955)
- L'assassino è perduto (The Killer Is Loose) (1956)
- L'amore più grande del mondo (Come Next Spring) (1956)
- Tramonto di fuoco (Red Sundown) (1956)
- Dietro lo specchio (Bigger Than Life) (1956)
- La felicità non si compra (The Best Things in Life Are Free) (1956)
- Sesso debole? (film 1956) (The Opposite Sex) (1956)
- Come le foglie al vento (Written on the Wind) (1956)
- Delitto senza scampo (Crime of Passion) (1957)
- The Careless Years (1957)
- Pal Joey (1957)
- Tribunale senza magistrati (The World Was His Jury) (1958)
- Furia d'amare (Too Much, Too Soon) (1958)
- Flying Saucer Daffy (1958)
- L'ultimo urrà (The Last Hurrah) (1958)
- In licenza a Parigi (The Perfect Furlough) (1958)
- Pietà per la carne (Home Before Dark) (1958)
- Una strega in paradiso (Bell Book and Candle) (1958)
- Il mostro di sangue (The Tingler) (1959)
- Non mangiate le margherite (Please Don't Eat the Daisies) (1960)
- Susanna agenzia squillo (Bells Are Ringing) (1960)
- ...e l'uomo creò Satana (Inherit the Wind) (1960)
- Gli amanti devono imparare (Rome Adventure) (1962)
- Rivolta al braccio d (House of Women) (1962)
- La donna che inventò lo strip-tease (Gypsy) (1962)
- I giorni del vino e delle rose (Days of Wine and Roses) (1962)
- Te la senti stasera? (Mary, Mary) (1963)
- Cat Ballou (1965)
- Una splendida canaglia (A Fine Madness) (1966)
- Rosemary's Baby - Nastro rosso a New York (Rosemary's Baby) (1968)
- Il computer con le scarpe da tennis (The Computer Wore Tennis Shoes) (1969)
- R.P.M. (1970)
- Noi due (Pieces of Dreams) (1970)
- Una nuova vita per Liz (The Late Liz) (1971)
- Impara a conoscere il tuo coniglio (Get to Know Your Rabbit) (1972)
- Herbie il Maggiolino sempre più matto (Herbie Rides Again) (1974)

### Televisione
- Front Page Detective – serie TV, un episodio (1951)
- Mio padre, il signor preside (The Stu Erwin Show) – serie TV, un episodio (1951)
- Lucy ed io (I Love Lucy) – serie TV, un episodio (1952)
- The George Burns and Gracie Allen Show – serie TV, 3 episodi (1953-1955)
- Letter to Loretta – serie TV, 2 episodi (1953-1957)
- Cisco Kid (The Cisco Kid) – serie TV, un episodio (1953)
- I Led 3 Lives – serie TV, un episodio (1954)
- Death Valley Days – serie TV, un episodio (1954)
- Space Patrol – serie TV, 3 episodi (1954)
- It's a Great Life – serie TV, un episodio (1955)
- Our Miss Brooks – serie TV, un episodio (1955)
- Mickey Rooney Show (The Mickey Rooney Show) – serie TV, episodio 1x29 (1955)
- December Bride – serie TV, 3 episodi (1955)
- Climax! – serie TV, episodio 2x14 (1955)
- The People's Choice – serie TV, un episodio (1956)
- The 20th Century-Fox Hour – serie TV, episodio 1x10 (1956)
- Perry Mason – serie TV, 2 episodi (1957-1960)
- General Electric Theater – serie TV, 3 episodi (1957-1962)
- The Jack Benny Program – serie TV, 6 episodi (1957-1964)
- Dragnet – serie TV, un episodio (1957)
- Lux Video Theatre – serie TV, un episodio (1957)
- La pattuglia della strada (Highway Patrol) – serie TV, un episodio (1958)
- Sky King – serie TV, un episodio (1958)
- The Restless Gun – serie TV, episodi 1x27-1x29 (1958)
- Markham – serie TV, 3 episodi (1959-1960)
- Alfred Hitchcock presenta (Alfred Hitchcock Presents) – serie TV, 6 episodi (1959-1962)
- Il tenente Ballinger (M Squad) – serie TV, un episodio (1959)
- June Allyson Show (The DuPont Show with June Allyson) – serie TV, episodio 1x02 (1959)
- Bonanza – serie TV, 2 episodi (1960-1964)
- Carovane verso il West (Wagon Train) – serie TV, 5 episodi (1960-1965)
- Laramie – serie TV, un episodio (1960)
- Alcoa Presents: One Step Beyond – serie TV, un episodio (1960)
- Tate – serie TV, un episodio (1960)
- Bachelor Father – serie TV, 2 episodi (1960)
- Ispettore Dante (Dante) – serie TV, episodio 1x10 (1960)
- Lawman – serie TV, 2 episodi (1961-1962)
- Lock Up – serie TV, episodio 2x23 (1961)
- Bronco – serie TV, un episodio (1961)
- Hawaiian Eye – serie TV, episodio 2x33 (1961)
- Whispering Smith – serie TV, episodio 1x02 (1961)
- Gli intoccabili (The Untouchables) – serie TV, un episodio (1961)
- Il carissimo Billy (Leave It to Beaver) – serie TV, un episodio (1961)
- 87ª squadra (87th Precinct) – serie TV, un episodio (1961)
- Maverick – serie TV, un episodio (1961)
- L'ora di Hitchcock (The Alfred Hitchcock Hour) – serie TV, 5 episodi (1962-1965)
- Gunsmoke – serie TV, 3 episodi (1962-1973)
- Scacco matto (Checkmate) – serie TV, episodio 2x13 (1962)
- Gli uomini della prateria (Rawhide) – serie TV, episodio 4x21 (1962)
- Tales of Wells Fargo – serie TV, un episodio (1962)
- Ben Casey – serie TV, episodio 2x10 (1962)
- Dakota (The Dakotas) – serie TV, episodio 1x07 (1963)
- Going My Way – serie TV, episodio 1x26 (1963)
- L'impareggiabile Glynis (Glynis) – serie TV, episodio 1x05 (1963)
- Sotto accusa (Arrest and Trial) – serie TV, episodio 1x09 (1963)
- Il virginiano (The Virginian) – serie TV, 3 episodi (1964-1968)
- La legge di Burke (Burke's Law) – serie TV, episodio 1x30 (1964)
- Petticoat Junction – serie TV, 3 episodi (1965-1966)
- Io e i miei tre figli (My Three Sons) – serie TV, 2 episodi (1965-1970)
- Lucy Show (The Lucy Show) – serie TV, un episodio (1965)
- La famiglia Addams (The Addams Family) – serie TV, un episodio (1965)
- La fattoria dei giorni felici (Green Acres) – serie TV, un episodio (1965)
- Convoy – serie TV, episodio 1x13 (1965)
- I giorni di Bryan (Run for Your Life) – serie TV, episodio 1x20 (1966)
- Pistols 'n' Petticoats – serie TV, un episodio (1966)
- I sentieri del west (The Road West) – serie TV, episodio 1x12 (1966)
- Ironside – serie TV, 6 episodi (1967-1971)
- Star Trek – serie TV, un episodio (1967)
- La grande vallata (The Big Valley) – serie TV, un episodio (1967)
- The Beverly Hillbillies – serie TV, un episodio (1967)
- Dragnet – serie TV, un episodio (1968)
- Le spie (I Spy) – serie TV, un episodio (1968)
- Operazione ladro (It Takes a Thief) – serie TV, un episodio (1968)
- Here's Lucy – serie TV, un episodio (1968)
- Mod Squad, i ragazzi di Greer (The Mod Squad) – serie TV, un episodio (1968)
- Mannix – serie TV, un episodio (1968)
- Marcus Welby (Marcus Welby, M.D.) – serie TV, 3 episodi (1969-1976)
- Reporter alla ribalta (The Name of the Game) – serie TV, un episodio (1970)
- Quella strana ragazza (That Girl) – serie TV, un episodio (1970)
- La famiglia Smith (The Smith Family) – serie TV, un episodio (1971)
- Mistero in galleria (Night Gallery) – serie TV, un episodio (1971)
- I nuovi medici (The Bold Ones: The New Doctors) – serie TV, 2 episodi (1972-1973)
- La figlia del diavolo (The Devil's Daughter) – film TV (1973)
- My Darling Daughters' Anniversary – film TV (1973)
- Squadra emergenza (Emergency!) – serie TV, un episodio (1973)
- Doc Elliot – serie TV, un episodio (1974)
- Barnaby Jones – serie TV, un episodio (1974)
- Il pianeta delle scimmie (Planet of the Apes) – serie TV, un episodio (1974)
- Kolchak: The Night Stalker – serie TV, un episodio (1975)
- Lincoln – miniserie TV, un episodio (1975)
- Death Scream – film TV (1975)
- Kingston - Dossier paura (Kingston: Confidential) – serie TV, un episodio (1976)
- Quincy (Quincy M.E.) – serie TV, un episodio (1977)
- L'uomo da sei milioni di dollari (The Six Million Dollar Man) – serie TV, un episodio (1977)
- Project UFO – serie TV, un episodio (1978)